# Хелис, Уильям (старший)
Уи́льям Джордж Хе́лис-ста́рший (англ. William George Helis Sr., имя при рождении — Васи́лиос Г. Хе́лис (греч. Βασίλειος Γ. Χέλης); 17 октября 1886, Тропеа, Аркадия, Пелопоннес, Греция — 25 июля 1950, Балтимор, Мэриленд, США) — американский нефтемагнат и филантроп греческого происхождения. Кроме занятия нефтепромышленным бизнесом, также являлся крупным владельцем чистокровных скаковых лошадей и ипподромов. В период до начала Второй мировой войны являлся, вероятно, самым богатым американским греком.
Один из самых активных и влиятельных деятелей греческой диаспоры в период до и после Второй мировой войны. Являлся соучредителем, членом исполнительного комитета и Национальным Президентом «Общества помощи грекам в войне» — благотворительной организации, оказывавшей гуманитарную помощь оккупированной нацистами Греции, и возглавляемой другим крупным греко-американским бизнесменом и филантропом Спиросом Скурасом и архиепископом Американским Афинагором I. В 1947—1949 годах занимал пост Верховного Президента Американо-греческого прогрессивного просветительского союза (AHEPA).
Тесно сотрудничал с политиком-демократом Хьюи Лонгом, а также являлся одним из основных сторонников президента США Гарри Трумэна.
В некрологе, опубликованном в газете The Pittsburgh Press, Хелис был назван «одной из замечательных фигур американской нефтяной индустрии».
Классический пример человека, реализовавшего американскую мечту.

## Биография
Родился в деревне Тропеа в Аркадии (Пелопоннес, Греция) в бедной семье. Его отец на протяжении 32 лет являлся старостой деревни.
В 1904 году, как и многие греки в начале XX века, имея при себе всего 22 доллара, иммигрировал в США. Сменил множество профессий, в частности имел собственное дело в Канзас-Сити в штате Миссури, продавая кофе и специи. В итоге занялся нефтяным бизнесом.
В годы Первой мировой войны служил в Национальной гвардии США. Имел звание первого сержанта.
Свою карьеру в нефтяном бизнесе начал в период нефтяного бума в Пенсильвании. Первые скважины Хелиса были прорублены в Калифорнии, а позднее — в Оклахоме, Техасе (в частности, в Уичито-Фолс) и Луизиане.
В 1934 году в Новом Орлеане в штате Луизиана Хелис учредил компанию «Helis Petroleum» (сегодня — «Helis Oil & Gas»), добывавшую 1 500 000 баррелей нефти в год, для транспортировки которой предприниматель располагал 50 суднами.
В 1938 году правительство Греции хотело купить здание в Вашингтоне для размещения своего посольства. Хелис приобрёл за 10 млн долларов 35-комнатный дворец на Массачусетс-авеню, впоследствии передав его разрушенной и разорённой в результате Второй мировой войны родине. С тех пор здание является резиденцией посла Греции в США. Кроме того, предприниматель купил для посольства одну из лучших картин испанского художника греческого происхождения Доменикоса Теотокопулоса (более известного под именем Эль Греко), на которой изображён католический святой Франциск Ассизский. В знак уважения и признания, греческое правительство назначило Хелиса генеральным консулом Греции в Новом Орлеане, в юрисдикцию которого входили штаты на юге и юго-западе страны.
Хелис инвестировал большие суммы денег в Грецию для бурения нефтяных скважин. Собрав многочисленную команду американских специалистов и экспертов, он прибыл в Грецию для проведения соответствующих исследований, официальное разрешение на проведение которых получил от премьер-министра Греции Иоанниса Метаксаса, и которые планировал начать в прибрежном городке Катаколоне в Элиде на Пелопоннесе. Однако уже вскоре его усилия были прекращены, так как началась Вторая мировая война. Другой причиной внезапной приостановки деятельности Хелиса могло послужить то, что Метаксас предоставил право на добычу нефти в Греции крупным американским компаниям. Тем не менее, все финансовые средства, оборудование, грузовики и пр. Хелис пожертвовал греческому государству, а исследования так и не были продолжены даже после окончания войны. В то же время в Нью-Йорке он был одним из инициаторов оказания помощи жертвам войны в Греции, а именно основателем организации «Общество помощи грекам в войне», одновременно делая крупные пожертвования. Одним из примечательных случаев является дар в виде десяти автомобилей Ford, которые являлись единственными во всей Европе, что вызывало чувство зависти у немецких и итальянских высокопоставленных чиновников.
В 1946 году Хелис сменил Спироса Скураса на посту Национального Президента «Общества помощи грекам в войне», которому к 1947 году удалось собрать 12 млн долларов. Он также являлся председателем комитета по сбору средств в Триполисе (Аркадия, Пелопоннес), на которые была построена ныне существующая больница с 256 койками.
В период войны оказывал крупную поддержку американскому правительству, в том числе предоставляя для этого свой флот.
В 1946 году занял пост вице-президента AHEPA, а в 1947 году, на проходившем в Лос-Анджелесе Верховном Собрании организации, был избран её Верховным Президентом. Занимал этот пост до 1949 года.
Кроме нефтяной промышленности занимался предпринимательской деятельностью в таких сферах как алкогольная индустрия и научная селекция чистокровных пород лошадей. Им была приобретена крупная компания по производству виски «Kings Kansom»/«House of Lords», заводы которой располагались в Лондоне (Великобритания), а в 1946 году он выкупил известный конный завод «Rancocas» (продолжает действовать под названием «Helis Stock Farm»). В 1947 году кинокомпания «Paramount» попросила снять специальный фильм в «Rancocas», в котором была бы показана полная картина методов коневодства. На заводе содержалось около 400 чистокровных лошадей, многие из которых благодаря участию в скачках принесли Хелису множество наград. Так, в 1947 году две из них (Cosmic Bomb и Ελπίς) соревновались с лучшими лошадьми США и выиграли денежные призы в размере более 300 000 долларов.
На пожертвование Хелиса был открыт Институт медицинских исследований при Университете штата Луизиана. Его деятельность направлена на поиск методом борьбы с тропическими болезнями.
Оказывал благотворительную поддержку молодым пианистам, позднее имевшим возможность получить образование в музыкальных колледжах.
Умер 25 июля 1950 года в больнице Джонса Хопкинса в Балтиморе в возрасте 63 лет. Похоронен в Новом Орлеане (Луизиана).
Предпринимательская деятельность Хелиса была продолжена его сыном Уильямом Джорджем Хелисом-младшим (1918—1988).

## Личная жизнь
С 1908 года был женат на американке голландского происхождения Бесси Фелч из Филадельфии (Пенсильвания), в браке с которой имел трёх дочерей и сына.